# Byers (Kansas)
Byers és una població dels Estats Units a l'estat de Kansas. Segons el cens del 2000 tenia 50 habitants.

## Demografia
Segons el cens del 2000, Byers tenia 50 habitants, 20 habitatges, i 18 famílies. La densitat de població era de 107,3 habitants per km².
Dels 20 habitatges en un 35% hi vivien nens de menys de 18 anys, en un 70% hi vivien parelles casades, en un 15% dones solteres, i en un 10% no eren unitats familiars. En el 10% dels habitatges hi vivien persones soles el 5% de les quals corresponia a persones de 65 anys o més que vivien soles. El nombre mitjà de persones vivint en cada habitatge era de 2,5 i el nombre mitjà de persones que vivien en cada família era de 2,67.
Per edats la població es repartia de la següent manera: un 30% tenia menys de 18 anys, un 4% entre 18 i 24, un 24% entre 25 i 44, un 30% de 45 a 60 i un 12% 65 anys o més.
L'edat mediana era de 37 anys. Per cada 100 dones de 18 o més anys hi havia 84,2 homes.
La renda mediana per habitatge era de 18.125 $ i la renda mediana per família de 18.125 $. Els homes tenien una renda mediana de 21.250 $ mentre que les dones 21.250 $. La renda per capita de la població era de 8.461 $. Entorn del 47,4% de les famílies i el 36,7% de la població estaven per davall del llindar de pobresa.

## Poblacions més properes
El següent diagrama mostra les poblacions més properes.